# Grand Prix de Villers-Cotterêts 2004
Il Grand Prix de Villers-Cotterêts 2004, settima edizione della corsa e valida come evento UCI categoria 1.3, si svolse il 31 maggio 2004 su un percorso totale di circa 193,2 km. Fu vinto dall'australiano Stuart O'Grady che terminò la gara in 4h16'38", alla media di 45,17 km/h.
Partenza con 116 ciclisti, dei quali 24 portarono a termine il percorso.

## Ordine d'arrivo (Top 10)
| Pos. | Corridore         | Squadra         | Tempo    |
| ---- | ----------------- | --------------- | -------- |
| 1    | Stuart O'Grady    | Cofidis         | 4h16'38" |
| 2    | Geert Omloop      | Mr Bookmaker    | a 4"     |
| 3    | Baden Cooke       | Fdjeux.com      | a 16"    |
| 4    | Franck Renier     | La Boulangère   | s.t.     |
| 5    | Pierrick Fédrigo  | Crédit Agricole | s.t.     |
| 6    | Mychajlo Chalilov | Icet            | s.t.     |
| 7    | David Moncoutié   | Cofidis         | s.t.     |
| 8    | Thor Hushovd      | Crédit Agricole | a 1'56"  |
| 9    | Frédéric Gabriel  | Mr Bookmaker    | s.t.     |
| 10   | Eddy Lembo        | Mr Bookmaker    | a 1'59"  |